# 莫邦富
莫邦富（モー・バンフ、ばく ほうふ、1953年 - ）は、中華人民共和国出身の経済ジャーナリスト・作家。

## 来歴
上海市生まれ。上海外国語大学日本語学科卒業後、同大学講師を経て、1985年訪日。二松學舍大学大学院博士課程修了。

## 人物
- 現代中国の問題や日中関係について日本のメディアで積極的に発言している。
- 「新華僑」や「蛇頭（スネークヘッド）」といった新語を日本に定着させたことで知られる。外国人研修制度や技能実習制度のかかえる諸問題など、外国人労働者の人権問題にも積極的に関わる。
- 外国人技能実習生権利ネットワーク[1]共同代表。

## 著書
- 『独生子女』河出書房新社, 1992.2
- 『ニッポン就学生事情』 アルク, 1992.9
- 『江沢民と朱鎔基 常凱著』（翻訳担当） 河出書房新社, 1993.3
- 『新華僑』 河出書房新社, 1993.11（のち、中公文庫）
- 『来日中国人の素顔』 海風書房, 1993.4
- 『蛇頭』 草思社, 1994.7（のち、新潮文庫）
- 『十二億人市場を狙え』 河出書房新社, 1995.2
- 『商欲』 日本経済新聞社, 1995.5
- 『昇竜資本』 ジャパンタイムズ, 1995.5
- 『大下海』 江迅著（編集担当） 河出書房新社, 1995.7
- 『中国語インターネット用語集』（共著）ジャパンタイムズ, 1996.5
- 『中国ハンドブック』 三省堂, 1996.7
- 『変貌する中国を読み解く新語事典』 草思社, 1996.9
- 『ノーと言える中国』 宋強著（共訳担当） 日本経済新聞社, 1996.11（のち、新潮文庫）
- 『それでもノーと言える中国』 宋強著（共訳担当） 日本経済新聞社, 1997.3
- 『江沢民と本音で語る』 翁傑明編（共訳担当） 日本経済新聞社, 1997.5
- 『中国人から見た不思議な日本語』 河出書房新社, 1998.3（のち、日経ビジネス人文庫）
- 『中国人は落日の日本をどう見ているか』 草思社, 1998.8
- 『アジア覇権の行方』 祥伝社, 1998.12
- 『北京有事』 新潮社, 1999.12
- 『お金はアタマと汗で稼げ!』 海竜社, 2000.4
- 『毛沢東夫人江青の真実』 楊銀禄著（共訳担当） 海竜社, 2001.8
- 『中国全省を読む地図』 新潮社, 2001.12
- 『海外軍団・世界市場を変える新しい中国人』 日本経済新聞社, 2002.3
- 『日本企業がなぜ中国に敗れるのか』 新潮社, 2002.5
- 『中国語ミニフレーズ』（共著） ジャパンタイムズ, 2002.8
- 『これは私が愛した日本なのか』 岩波書店, 2002.9
- 『中国「新語」最前線』 新潮社, 2002.11
- 『日・中・英企業・ブランド名辞典』（共著）日本経済新聞社, 2003.5
- 『上海メモラビリア』 陳丹燕著（共訳担当） 草思社, 2003.5
- 『Mo@China』 ジャパンタイムズ, 2004.3
- 『中国の心をつかんだ企業戦略』 集英社, 2004.3
- 『中国語のEメール表現』 莫邦富事務所著 明日香出版社, 2004.6
- 『「労務・人事・総務」中国語社内文書実例集』 莫邦富事務所著 ジャパンタイムズ, 2005.4
- 『日中はなぜわかり合えないのか』 平凡社, 2005.5
- 『中国語ネーミング開発ハンドブック』（共著） 日本能率協会マネジメントセンター, 2005.10
- 『日中相互実益時代がやってきた』 平松守彦,莫邦富 ウェイツ, 2006.5
- 『中国語契約書』 莫邦富事務所名義 ジャパンタイムズ, 2006.7
- 『中国は敵か、味方か』 角川書店, 2007.5
- 『中国を読む「新語」』 日本放送出版協会, 2007.5
- 『日中「アジア・トップ」への条件』 朝日新聞出版, 2008.5
- 『中国ビジネスはネーミングで決まる』 平凡社, 2008.7
- 『Live from北京・上海』 莫邦富事務所著 ジャパンタイムズ, 2008.7

## 番組
- 中国〜12億人の改革開放 「第10集・福建発ニューヨーク行き」で通訳を担当。